# Blåmusling
Blåmuslingen (Mytilus edulis) er en op til 10 centimeter lang musling med karakteristiske sort-blå-violette, glatte ovale skaller, hvis inderside er perlemorsglinsende. Den er vidt udbredt i de danske farvande i både saltvand og brakvand, helt ind i Østersøen og i fjordene.
Blåmuslingen kaldes også pælemusling, men må ikke forveksles med pæleormen Teredo navalis, der også er en musling. Det latinske navn edulis betyder spiselig.

## Levevis
Blåmuslingen lever hovedsageligt af planteplankton, som den filtrerer fra vandet ved at pumpe igennem dens ånderør (sifoner). En  blåmusling på 6 cm kan filtrere ca. 100 liter vand om dagen..
En blåmusling kan lægge 5-12 mio. æg.
Blåmuslinger samler sig i banker, hvor der kan være op til 12.000 individer per m2. Her lever de i klynger på havbunden eller sidder på pæle, sten og høfder. De fleste lever, hvor vandet er iltrigt fx omkring tidevandszonen. Det er nødvendigt for blåmuslingen at hæfte sig fast til et underlag, så den ikke bliver ødelagt i brændingen. En blåmusling har hæftetråde, også kaldet byssustråde, der dannes i en kirtel, der sidder i den bagerste del af muslingens fod.

## Naturlige fjender
Blåmuslingen beskytter sig mod fjender med sine tykke kalkskaller, som kan lukkes fast sammen med to stærke lukkemuskler. Dog har både strandkrabben og søstjernen kræfter nok til at tvinge skallerne fra hinanden og æde blåmuslingen. Mange fisk lever af blåmuslingeyngel, og nogle vadefugle, måger og ænder æder blåmuslinger.

## Anvendelse
Med de enorme mængder af yngel, som blåmuslingen danner, er den en oplagt kandidat til dyrkning. I intensive havbrug udsættes yngel på riskoste eller nylonsnore, og fjender som søstjerner fjernes. Blåmuslingerne kan blive giftige, hvis de har levet af giftige furealger eller i forurenet vand. Derfor er det sikrest at spise muslinger fra kontrollerede muslingeopdrættere. Danske blåmuslinger har langt kraftigere lukkemuskler end fx engelske blåmuslinger og er derfor bedre beskyttet mod søstjerneangreb og mod udtørring ved lavvande. De holder sig derfor også bedre som menneskeføde. Mennesker kan udvikle allergi mod muslinger og skaldyr. Blåmuslinger fiskes med en speciel muslingskraber i danske fjorde og i Vadehavet (ca. 4000 tons om året). Muslingerne anvendes til konserves eller direkte til konsum.